# Le Moderne
Le Théâtre Le Moderne est un théâtre liégeois créé en 1985 situé rue Sainte-Walburge.

## Historique
En 1985, quelques amateurs de théâtre investissent la salle d’un ancien cinéma du quartier Sainte-Walburge construit en 1928, et aménagent deux salles de spectacle, la grande d'une capacité de 120 places et la petite d'une capacité de plus ou moins 50 places, et une cafétéria pour y faire principalement du théâtre, des expositions, des ateliers et des stages.

## La compagnie
Composée d’une trentaine de comédiens, la compagnie du Moderne réunit des personnes de tous les âges et de tous les milieux. Elle s’ouvre régulièrement à des comédiens issus d’autres compagnies ou du milieu professionnel.

## La diffusion, les accueils
Musiciens, chanteurs, danseurs et bien sûr comédiens, artistes reconnus par la Fédération Wallonie-Bruxelles, ainsi que de jeunes compagnies cherchant à faire connaître leur travail.

## Les expositions photographiques
Tous les deux mois, la cafétéria du Moderne accueille une exposition de photographie, individuelle ou collective. Sous la houlette de l'association de photographes « Priorité à l'ouverture », partageant ainsi leurs œuvres avec le public du théâtre, mais aussi du quartier.